# Iulactis insignis
Iulactis insignis är en fjärilsart som beskrevs av Edward Meyrick 1904. Iulactis insignis ingår i släktet Iulactis och familjen plattmalar. Inga underarter finns listade i Catalogue of Life.